# EPrix Punta del Este 2015
ePrix Punta del Este 2015 (oryg. 2015 FIA Formula E Julius Baer Punta del Este ePrix) – trzecia runda Formuły E w sezonie 2015/2016. Zawody odbyły się 19 grudnia 2015 roku na ulicznym torze w Punta del Este.

## Lista startowa
| Nr | Kierowca               | Zespół                          | Samochód             | Silnik                  | Opony |
| -- | ---------------------- | ------------------------------- | -------------------- | ----------------------- | ----- |
| 1  | Nelson Piquet Jr.      | NextEV TCR Formula E Team       | Spark-NextEV         | NextEV TCR FormulaE 001 | M     |
| 2  | Sam Bird               | DS Virgin Racing Formula E Team | Spark-Citroën        | Virgin DSV-01           | M     |
| 4  | Stéphane Sarrazin      | Venturi Formula E Team          | Spark-Venturi        | Venturi VM200-FE-01     | M     |
| 6  | Loïc Duval             | Dragon Racing                   | Spark-Venturi        | Venturi VM200-FE-01     | M     |
| 7  | Jérôme d’Ambrosio      | Dragon Racing                   | Spark-Venturi        | Venturi VM200-FE-01     | M     |
| 8  | Nicolas Prost          | Renault e.Dams                  | Spark-Renault Sport  | Renault Z.E 15          | M     |
| 9  | Sébastien Buemi        | Renault e.Dams                  | Spark-Renault Sport  | Renault Z.E 15          | M     |
| 11 | Lucas Di Grassi        | ABT Schaeffler Audi Sport       | Spark-Abt Sportsline | ABT Schaeffler FE01     | M     |
| 12 | Jacques Villeneuve     | Venturi Formula E Team          | Spark-Venturi        | Venturi VM200-FE-01     | M     |
| 21 | Bruno Senna            | Mahindra Racing Formula E Team  | Spark-Mahindra       | Mahindra M2ELECTRO      | M     |
| 23 | Oliver Rowland         | Mahindra Racing Formula E Team  | Spark-Mahindra       | Mahindra M2ELECTRO      | M     |
| 25 | Jean-Éric Vergne       | DS Virgin Racing Formula E Team | Spark-Citroën        | Virgin DSV-01           | M     |
| 27 | Robin Frijns           | Amlin Andretti Formula E        | Spark-McLaren        | SRT01-e                 | M     |
| 28 | Simona de Silvestro    | Amlin Andretti Formula E        | Spark-McLaren        | SRT01-e                 | M     |
| 55 | António Félix da Costa | Team Aguri                      | Spark-McLaren        | SRT01-e                 | M     |
| 66 | Daniel Abt             | ABT Schaeffler Audi Sport       | Spark-Abt Sportsline | ABT Schaeffler FE01     | M     |
| 77 | Nathanaël Berthon      | Team Aguri                      | Spark-McLaren        | SRT01-e                 | M     |
| 88 | Oliver Turvey          | NextEV TCR Formula E Team       | Spark-NextEV         | NextEV TCR FormulaE 001 | M     |
| Nr | Kierowca               | Zespół                          | Samochód             | Silnik                  | Opony |

## Wyniki

### I Sesja treningowa
| Nr | Kierowca        | Konstruktor    | Czas     | Okr. |
| -- | --------------- | -------------- | -------- | ---- |
| 9  | Sébastien Buemi | Renault e.Dams | 1:15,179 | 19   |

### II Sesja treningowa
| Nr | Kierowca      | Konstruktor    | Czas     | Okr. |
| -- | ------------- | -------------- | -------- | ---- |
| 8  | Nicolas Prost | Renault e.Dams | 1:15,405 | 17   |

### Kwalifikacje
Źródło: fiaformulae.com
| 1                 | 9  | Sébastien Buemi        | Renault e.Dams            | 1:15,011 |         |
| 2                 | 11 | Lucas Di Grassi        | ABT Schaeffler Audi Sport | 1:15,115 |         |
| 3                 | 7  | Jérôme d’Ambrosio      | Dragon Racing             | 1:15,481 |         |
| 4                 | 6  | Loïc Duval             | Dragon Racing             | 1:15,748 |         |
| 5                 | 2  | Sam Bird               | DS Virgin Racing          | 1:15,790 |         |
| 6                 | 8  | Nicolas Prost          | Renault e.Dams            | 1:15,913 | 6       |
| 7                 | 66 | Daniel Abt             | ABT Schaeffler Audi Sport | 1:15,993 | 7       |
| 8                 | 55 | António Félix da Costa | Team Aguri                | 1:16,014 | 8       |
| 9                 | 21 | Bruno Senna            | Mahindra Racing           | 1:16,048 | 9       |
| 10                | 88 | Oliver Turvey          | NextEV TCR                | 1:16,154 | 10      |
| 11                | 27 | Robin Frijns           | Amlin Andretti            | 1:16,255 | 11      |
| 12                | 1  | Nelson Piquet Jr.      | NextEV TCR                | 1:16,300 | 12      |
| 13                | 4  | Stéphane Sarrazin      | Venturi                   | 1:16,353 | 13      |
| 14                | 77 | Nathanaël Berthon      | Team Aguri                | 1:17,573 | 14      |
| 15                | 28 | Simona de Silvestro    | Amlin Andretti            | 1:18,281 | 15      |
| 16                | 23 | Oliver Rowland         | Mahindra Racing           | 1:19,414 | 16      |
| 17                | 25 | Jean-Éric Vergne       | DS Virgin Racing          | 1:19,946 | 17      |
| Niesklasyfikowani |    |                        |                           |          |         |
|                   | 12 | Jacques Villeneuve     | Venturi                   | 1:28,451 | 18      |
| Poz.              | Nr | Kierowca               | Konstruktor               | Czas     | Poz. s. |

#### Super Pole
| Poz. | Nr | Kierowca          | Konstruktor               | Czas     | Poz. s. |
| ---- | -- | ----------------- | ------------------------- | -------- | ------- |
| 1    | 7  | Jérôme d’Ambrosio | Dragon Racing             | 1:15,498 | 1       |
| 2    | 6  | Loïc Duval        | Dragon Racing             | 1:15,875 | 2       |
| 3    | 2  | Sam Bird          | DS Virgin Racing          | 1:16,109 | 3       |
| 4    | 11 | Lucas Di Grassi   | ABT Schaeffler Audi Sport | 1:16,635 | 4       |
| 5    | 9  | Sébastien Buemi   | Renault e.Dams            | 1:19,811 | 5       |
| Poz. | Nr | Kierowca          | Konstruktor               | Czas     | Poz. s. |

### Wyścig
Źródło: Wyprzedź Mnie!
| P                                                     | + / –     | Nr | Kierowca               | Konstruktor               | Okr. | Czas / Strata | Komentarz |
| ----------------------------------------------------- | --------- | -- | ---------------------- | ------------------------- | ---- | ------------- | --------- |
| 1                                                     | 4         | 9  | Sébastien Buemi        | Renault e.Dams            | 33   | –             |           |
| 2                                                     | 2         | 11 | Lucas Di Grassi        | ABT Schaeffler Audi Sport | 33   | +0:03,534     |           |
| 3                                                     | 2         | 7  | Jérôme d’Ambrosio      | Dragon Racing             | 33   | +0:06,725     |           |
| 4                                                     | 2         | 6  | Loïc Duval             | Dragon Racing             | 33   | +0:06,807     |           |
| 5                                                     | 1         | 8  | Nicolas Prost          | Renault e.Dams            | 33   | +0:21,057     |           |
| 6                                                     | 2         | 55 | António Félix da Costa | Team Aguri                | 33   | +0:22,410     |           |
| 7                                                     | 10        | 25 | Jean-Éric Vergne       | DS Virgin Racing          | 33   | +0:57,726     |           |
| 8                                                     | 1         | 66 | Daniel Abt             | ABT Schaeffler Audi Sport | 33   | +1:00,744     |           |
| 9                                                     | 4         | 4  | Stéphane Sarrazin      | Venturi                   | 33   | +1:03,559     |           |
| 10                                                    | 1         | 27 | Robin Frijns           | Amlin Andretti            | 33   | +1:03,840     |           |
| 11                                                    | 4         | 28 | Simona de Silvestro    | Amlin Andretti            | 32   | +1 okr.       |           |
| 12                                                    | 2         | 88 | Oliver Turvey          | NextEV TCR                | 32   | +1 okr.       |           |
| 13                                                    | 3         | 23 | Oliver Rowland         | Mahindra Racing           | 32   | +1 okr.       |           |
| 14                                                    | Bez zmian | 77 | Nathanaël Berthon      | Team Aguri                | 32   | +1 okr.       |           |
| 15                                                    | 3         | 1  | Nelson Piquet Jr.      | NextEV TCR                | 31   | +2 okr.       |           |
| Niesklasyfikowani                                     |           |    |                        |                           |      |               |           |
|                                                       |           | 21 | Bruno Senna            | Mahindra Racing           | 26   | +7 okr.       |           |
|                                                       |           | 2  | Sam Bird               | DS Virgin Racing          | 17   | +16 okr.      |           |
| Nie wystartowali / niedopuszczeni do ponownego startu |           |    |                        |                           |      |               |           |
|                                                       |           | 12 | Jacques Villeneuve     | Venturi                   | 0    |               |           |
| P                                                     | + / –     | Nr | Kierowca               | Konstruktor               | Okr. | Czas / Strata | Komentarz |

### Najszybsze okrążenie
| Nr | Kierowca        | Konstruktor    | Czas     | Okr. |
| -- | --------------- | -------------- | -------- | ---- |
| 9  | Sébastien Buemi | Renault e.Dams | 1:21,703 | 23   |

### Prowadzenie w wyścigu
Źródło: Racing–Reference.info
| Nr                              | Kierowca          | Okrążenia | Suma |
| ------------------------------- | ----------------- | --------- | ---- |
| 9                               | Sébastien Buemi   | 7-33      | 26   |
| 7                               | Jérôme d’Ambrosio | 1-7       | 7    |
| \| Wykres \| \| ------ \| \| \| |                   |           |      |
| Wykres                          |                   |           |      |
|                                 |                   |           |      |

## Klasyfikacja po zakończeniu wyścigu

### Kierowcy
| P  | +/− | Kierowca               | Starty | Punkty | P1 | P2 | P3 | PP | NO | NS |
| -- | --- | ---------------------- | ------ | ------ | -- | -- | -- | -- | -- | -- |
| 1  | +1  | Sébastien Buemi        | 3      | 62     | 2  | –  | –  | 2  | 3  | –  |
| 2  | −1  | Lucas Di Grassi        | 3      | 61     | 1  | 2  | –  | –  | –  | –  |
| 3  | +6  | Jérôme d’Ambrosio      | 3      | 28     | –  | –  | 1  | 1  | –  | –  |
| 4  | −1  | Sam Bird               | 3      | 24     | –  | 1  | –  | –  | –  | 1  |
| 5  | +2  | Loïc Duval             | 3      | 24     | –  | –  | –  | –  | –  | –  |
| 6  | −2  | Nick Heidfeld          | 2      | 17     | –  | –  | 1  | –  | –  | –  |
| 7  | −2  | Robin Frijns           | 3      | 17     | –  | –  | 1  | –  | –  | –  |
| 8  | −2  | Stéphane Sarrazin      | 3      | 16     | –  | –  | –  | –  | –  | –  |
| 9  | +2  | António Félix da Costa | 3      | 16     | –  | –  | –  | –  | –  | 1  |
| 10 | +5  | Nicolas Prost          | 3      | 11     | –  | –  | –  | –  | –  | 1  |
| 11 | −3  | Bruno Senna            | 3      | 10     | –  | –  | –  | –  | –  | 1  |
| 12 | 0   | Daniel Abt             | 3      | 10     | –  | –  | –  | –  | –  | –  |
| 13 | −3  | Oliver Turvey          | 3      | 8      | –  | –  | –  | –  | –  | 1  |
| 14 | +3  | Jean-Éric Vergne       | 2      | 6      | –  | –  | –  | –  | –  | –  |
| 15 | −2  | Nathanaël Berthon      | 3      | 4      | –  | –  | –  | –  | –  | –  |
| 16 | −2  | Nelson Piquet Jr.      | 3      | 4      | –  | –  | –  | –  | –  | –  |
| 17 | +1  | Simona de Silvestro    | 3      | 0      | –  | –  | –  | –  | –  | 1  |
| 18 | −2  | Jacques Villeneuve     | 2      | 0      | –  | –  | –  | –  | –  | –  |
| 19 | N   | Oliver Rowland         | 1      | 0      | –  | –  | –  | –  | –  | –  |
| P  | +/− | Kierowca               | Starty | Punkty | P1 | P2 | P3 | PP | NO | NS |

### Zespoły
| P | +/− | Konstruktor               | Starty | Punkty | P1 | P2 | P3 | PP | NO | NS |
| - | --- | ------------------------- | ------ | ------ | -- | -- | -- | -- | -- | -- |
| 1 | +1  | Renault e.Dams            | 6      | 73     | 2  | –  | –  | 2  | 3  | 1  |
| 2 | −1  | ABT Schaeffler Audi Sport | 6      | 71     | 1  | 2  | –  | –  | –  | –  |
| 3 | +2  | Dragon Racing             | 6      | 52     | –  | –  | 1  | 1  | –  | –  |
| 4 | 0   | DS Virgin Racing          | 5      | 30     | –  | 1  | –  | –  | –  | 1  |
| 5 | −2  | Mahindra Racing           | 6      | 27     | –  | –  | 1  | –  | –  | 1  |
| 6 | +3  | Team Aguri                | 6      | 20     | –  | –  | –  | –  | –  | 1  |
| 7 | −1  | Amlin Andretti            | 6      | 17     | –  | –  | 1  | –  | –  | 1  |
| 8 | −1  | Venturi                   | 5      | 16     | –  | –  | –  | –  | –  | –  |
| 9 | −1  | NextEV TCR                | 6      | 12     | –  | –  | –  | –  | –  | 1  |
| P | +/− | Kierowca                  | Starty | Punkty | P1 | P2 | P3 | PP | NO | NS |